# 習慣性医薬品
習慣性医薬品（しゅうかんせいいやくひん、habit-forming drugs）とは、1961年（昭和36年）から、習慣性のある医薬品として薬事法にて規制される医薬品である。習慣性医薬品の本指定は、公布が1960年8月10日、施行が1961年2月1日である。ベンゾジアゼピン系の睡眠薬や、オピオイド系の鎮痛薬が多い。
習慣の語は、1950年代に世界保健機関が身体依存がないものだと定義されたが、1964年にはこの用語は破棄され依存の語に置き換わったため使われなくなっている。またベンゾジアゼピン系なども身体依存を生じさせる薬物だと判明している。実際には身体依存を生じさせる薬物は多く分類されている。
当時、乱用が流行した未成年者への販売を禁じ、医師の処方箋を必要とする措置をとったということである。乱用のおそれのある物質を管理下に置く目的の、1971年の国際条約である向精神薬に関する条約には、日本は1990年に批准しており遅れた理由は条約の付表III-IVの規制の難しさである。条約の付表III-IVは、バルビツール酸系やベンゾジアゼピン系がほとんどである。同時に、日本の麻薬及び向精神薬取締法の向精神薬に指定されたものが多いが、その指定がなくとも同じように管理されることが望まれている医薬品である。

## 薬事法
1961年（昭和36年）2月1日の「薬事法第50条第9号の規定に基づき習慣性があるものとして厚生労働大臣の指定する医薬品」に基づき指定された医薬品である。
厚生省と、関係省庁、日本薬剤師協会は討議し、1961年には、睡眠薬の乱用防止対策要綱が決定され、すべての睡眠薬を習慣性医薬品に指定するほか、販売実績の報告、20歳未満の未成年者に売らないよう業者の協力を求めること、規制当局での取り締まりの強化をとることとした。しかし、習慣性医薬品の形骸化のため、1971年にもいまだ市販状態で手に入った。1971年12月27日に厚生省は精神安定剤すべてを指定医薬品に指定した。
薬事法は、2014年11月に医薬品、医療機器等の品質、有効性及び安全性の確保等に関する法律と改名された。これにおける第50条第11号の規定に基づき習慣性があるものとして厚生労働大臣の指定する医薬品で指定された医薬品である。

## 用語の破棄
Habituationが「習慣」、addictionが「耽溺性」、「嗜癖」に相当する。1950年代には、世界保健機関の専門委員会が、habit-formingを「身体依存が欠如しており、禁断症状がないもの」と定義している。1964年には、世界保健機関によって嗜癖（addiction）と習慣（habit）の2つの用語は破棄され、依存（dependence）の用語に変わった。
1975年時点でも、日本では「習慣性あり」と表示されているが、アメリカでかつては医薬品のラベルに"May be habit-forming"などと表示されていたと指摘されている。

## 国際条約
1946年1月22日、連合軍最高司令部からの日本政府に対する麻薬統制に関する指令を受け、麻薬取締規則を制定した。1948年に旧麻薬取締法が、1953年に後続の新麻薬取締法が制定され、1948年に大麻には繊維産業があることから別個に大麻取締法で規制し、1951年には戦後に社会問題化した覚醒剤についてこれも別個で覚醒剤取締法が制定される。
睡眠薬の乱用が国外で問題となり、1956年の世界保健機関による「第7回耽溺性薬物に関する専門委員会」が開催され、日本でも1957年のメプロバメートの発売以来問題となった睡眠薬の依存や乱用に対処するために、この習慣性医薬品に関する薬事法の改正が行われた。トランキライザーの類の薬物が、急速に使用が増加しており、バルビツール酸系に似た離脱症状があるため、バルビツール酸系と同様に処方薬とすべきということである。
世界保健機関は報告書の同じページにて、薬物嗜癖を使用量増加の傾向がある定義し、身体依存を生じる状態であり、習慣（habituation）をそのような傾向が欠如したものと定義し、バルビツール酸系薬を習慣性とした。
しかし、以降ベンゾジアゼピン系を含むバルビツール型依存は、アルコールの振戦せん妄同様に身体的依存を生じさせる薬物であると認識されている。
乱用のおそれのある物質を管理下に置く目的の、1971年の国際条約である向精神薬に関する条約には、日本は1990年に批准しており遅れた理由は条約の付表III-IVの規制の難しさである。条約の付表III-IVは、バルビツール酸系やベンゾジアゼピン系がほとんどである。こうして、1990年には麻薬と向精神薬を規制管理下に置く麻薬及び向精神薬取締法が制定された。

## 指定されている医薬品成分
以下に、習慣性医薬品について、日本の麻薬及び向精神薬取締法にて重複して指定のあるものはその種別も記載した。

### 鎮静催眠
- 抱水クロラール 坐剤以外の外用剤を除く。
- ブロムワレリル尿素の催眠剤。
- トリブロムアセトアルデヒド
- ブロムジエチルアセチル尿素の催眠剤。
- アリルイソプロピルアセチル尿素の催眠剤。
- N-フタリルグルタミン酸イミドの催眠剤（イソミン）販売中止
- グルテチミド（ドリデン）第2種向精神薬[17]。
- メチプリロン
- メチルパラフィノール
- プロポフォール
- エスクロルビノール
- スルホナール
- チアミラールナトリウム
- ペントバルビタールカルシウム（ラボナ）第2種向精神薬[17]。
- トリクロホスナトリウム（トリクロリール）
- リルマザホン（リスミー）
- スボレキサント（ベルソムラ）
- レンボレキサント（デエビゴ）

#### ベンゾジアゼピン系
- フルニトラゼパム（サイレース、ロヒプノール）第2種向精神薬[17]。
- ロルメタゼパム（エバミール、ロラメット）第3種向精神薬[17]。
- トリアゾラム（ハルシオン）第3種向精神薬[17]。
- ミダゾラム（ドルミカム）第3種向精神薬[17]。
- フルラゼパム（ダルメート）第3種向精神薬[17]。
- エスタゾラム（ユーロジン）第3種向精神薬[17]。
- クアゼパム（ドラール）第3種向精神薬[17]。
- クロバザム（マイスタン）第3種向精神薬[17]。
- ニトラゼパム（ベンザリン）第3種向精神薬[17]。
- ブロチゾラム（レンドルミン）第3種向精神薬[17]。
- ハロキサゾラム（ソメリン）第3種向精神薬[17]。
- ニメタゼパム（エリミン）第3種向精神薬[17]。

#### 非ベンゾジアゼピン系
- ゾピクロン（アモバン）
- エスゾピクロン（ルネスタ）
- ゾルピデム（マイスリー）第3種向精神薬[17]。

### オピオイド
- ペンダゾシン 第2種向精神薬[17]。
- エプタゾシン（セダペイン）
- ブプレノルフィン（ザルバン）第2種向精神薬[17]。

### その他の麻酔鎮痛剤
- デクスメデトミジン　麻酔
- ブコローム 非ステロイド系消炎鎮痛剤

### 覚醒剤
- マジンドール（サノレックス）

### 抗てんかん剤
- フェノバルビタール（フェノバール）第3種向精神薬[17]。
- フェノバルビタールナトリウム（ノーベルバール）第3種向精神薬。
- ペランパネル（フィコンパ）

### 不明
- エチニルチクロヘキシルカルバミン酸エステル
- トリクロルエチルホスフェイト
- 2-メチル-3-オルトトリルキナゾロン